# József Németi
József Németi (* 1. April 1923 in Debrecen; † 4. September 1991 in Budapest) war ein Offizier in der Volksrepublik Ungarn und zuletzt Generalmajor (Vezérőrnagy) im Innenministerium (Belügyminisztérium) sowie unter anderem zwischen 1964 und 1970 stellvertretender Innenminister. Er war ferner von 1971 bis 1977 außerordentlicher und bevollmächtigter Botschafter in der Volksrepublik Polen sowie im Anschluss zwischen 1977 und 1983 Generaldirektor von IBUSZ (Idegenforgalmi, Beszerzési, Utazási és Szállítási Rt), ein zum Ministerium für Verkehr und Post gehörendes staatliches Unternehmen für Tourismus, Einkauf, Reisen und Transport.

## Leben

### Kürschnergehilfe und Parteifunktionär der MKP, MDP und MSZMP
József Németi, Sohn von Margit Bajó, arbeitete nach dem Schulbesuch von 1937 bis 1945 als Kürschnergehilfe und studierte zwei Jahre an der Wirtschaftshochschule Budapest. Danach war er zwischen 1947 und dem 19. Januar 1948 Mitglied des Parteikomitees der Ungarischen Kommunistischen Partei MKP (Magyar Kommunista Párt) im Komitat Hajdú sowie vom 19. Januar bis zum 9. Mai 1948 Sekretär des MKP-Stadtkomitees von Debrecen. Nach der Zusammenlegung der MKP mit der Sozialdemokratischen Partei Ungarns MSZDP (Magyarországi Szociáldemokrata Párt) am 12. Juni 1948 wurde er Mitglied der daraus entstandenen Partei der Ungarischen Werktätigen MDP (Magyar Dolgozók Pártja) und fungierte daraufhin zwischen dem 22. Juni 1948 und dem 7. September 1948 zunächst weiterhin als Sekretär des MDP-Stadtkomitees von Debrecen. Im Anschluss war er zwischen dem 14. September 1948 und dem 13. Juni 1949 Sekretär des MDP-Komitees im Komitat Bihar, vom 18. Juli bis zum 31. Dezember 1949 Sekretär des MDP-Komitees im Komitat Bács-Bodrog sowie zwischen dem 1. Januar 1950 und dem 28. Januar 1956 Sekretär des MDP-Komitees im neu entstandenen Komitat Bács-Kiskun.
Nachdem Németi von 1956 bis Oktober ein Studium an der Parteihochschule der KPdSU in der Sowjetunion begonnen hatte, war er nach seiner Rückkehr nach der Niederschlagung des Volksaufstandes (23. Oktober bis 4. November 1956) vom 14. November 1956 bis zum 20. Februar 1957 zunächst Leiter der Abteilung sowie im Anschluss zwischen März und April 1957 stellvertretender Leiter der Abteilung Partei- und Massenorganisationen des Zentralkomitees (ZK) der nunmehrigen Ungarischen Sozialistischen Arbeiterpartei MSZMP (Magyar Szocialista Munkáspárt). Im Mai 1957 nahm er sein Studium an der Parteihochschule der KPdSU wieder auf und schloss dieses im August 1959 ab.

### Stellvertretender Innenminister, Botschafter in der Volksrepublik Polen und Generaldirektor von IBUSZ
Nach seiner Rückkehr trat József Németi am 27. August 1959 als Oberstleutnant (Alezredes) ins Innenministerium (Belügyminisztérium) ein und war zunächst stellvertretender Leiter der Abteilung BM II Politische Ermittlungen (Politikai Nyomozó). Im Anschluss wurde er nach seiner Beförderung zum Oberst (Ezredes) 1961 Nachfolger von Oberst József Galambos selbst Leiter der Abteilung BM II. Im August 1962 kam es zu einer neuerlichen Reorganisation der Staatsschutzaufgaben. Dabei wurde im Innenministerium die Abteilung II Politische Ermittlungen durch die Hauptgruppe BM III Staatssicherheit (Állambiztonsági) als die neue Organisation der politischen Polizei ersetzt. Innerhalb dieser Hauptgruppe wurden fünf Gruppen geschaffen, wobei József Galambos bei gleichzeitiger Beförderung zum Generalmajor (Vezérőrnagy) als erster Leiter der Hauptgruppe III Chef der Staatssicherheit wurde, während Oberst Németi als dessen Vertreter am 15. August 1962 nunmehr stellvertretender Leiter der Hauptgruppe BM III wurde. Er blieb stellvertretender Leiter der Hauptgruppe BM III und verblieb in dieser Funktion bis 1964.
1964 wurde Németi zum Generalmajor (Vezérőrnagy) befördert und fungierte daraufhin zwischen 1964 und 1970 als stellvertretender Innenminister. Als stellvertretender Innenminister wurden ihm vom damaligen Innenminister (Belügyminisztér) András Benkei die Zuständigkeiten für die Nationalkommandos des Grenzschutzes (Határőrség Országos Parancsnokság), der Streitkräfte des Innenministeriums (Karhatalom Országos Parancsnokság), der Regierungsgarde (Kormányőrség Országos Parancsnokság), der Feuerwehr (Tűzrendészet Országos Parancsnokság) sowie die Hauptgruppe BM I und die Abteilung BM „M“.
Nach seinem Ausscheiden aus dem Innenministerium wurde József Németi im Oktober 1971 als Nachfolger von Béla Némety außerordentlicher und bevollmächtigter Botschafter in der Volksrepublik Polen und verblieb auf diesem Posten bis 1977, woraufhin József Garamvölgyi ihn ablöste. Er wiederum fungierte im Anschluss zwischen Oktober 1977 und 1983 noch als Generaldirektor von IBUSZ (Idegenforgalmi, Beszerzési, Utazási és Szállítási Rt), ein zum Ministerium für Verkehr und Post gehörendes staatliches Unternehmen für Tourismus, Einkauf, Reisen und Transport.